# Liste der Naturdenkmale in Althüttendorf
Die Liste der Naturdenkmale in Althüttendorf nennt die Naturdenkmale in der Gemeinde Althüttendorf im Landkreis Barnim in Brandenburg (Stand Juli 2009).
In den Spalten befinden sich folgende Informationen:
- Nr.: Identifizierungsnummer nach veröffentlichter Liste. Sie wird von der unteren Naturschutzbehörde des Landkreises oder der kreisfreien Stadt vergeben. Wenn sie bekannt ist, wird sie angegeben. In dieser Spalte kann sich zusätzlich das Wort Wikidata befinden, der entsprechende Link führt zu Angaben zu diesem Naturdenkmal bei Wikidata.
- Bezeichnung: Benennung des Naturdenkmals, in der Regel wird bei Bäume die Baumart genannt. Bekannte Eigennamen werden mit angegeben.
- Gemarkung: Ort oder Gemarkung, in der sich das Naturdenkmal befindet
- Lage: Nennt die Lage des Naturdenkmals im jeweiligen Ortsteil und die geografischen Koordinaten des Naturdenkmals. Link zu einem Kartenansichtstool, um Koordinaten zu setzen. In der Kartenansicht sind Naturdenkmale ohne Koordinaten mit einem roten beziehungsweise orangen Marker dargestellt und können in der Karte gesetzt werden. Denkmale ohne Bild sind mit einem blauen bzw. roten Marker gekennzeichnet, Denkmale mit Bild mit einem grünen beziehungsweise orangen Marker.
- Beschreibung: die Beschreibung des Naturdenkmales
- Schutzzweck: Erläutert den Grund der Unterschutzstellung
- Bild: Zeigt ein Bild des Naturdenkmales und gegebenenfalls ein Link zu weiteren Fotos im Medienarchiv Wikimedia Commons

## Bäume
| Bild | Bezeichnung                        | Lage                                                                             | Beschreibung                                                                      | Schutzzweck                                    | Nummer |
| ---- | ---------------------------------- | -------------------------------------------------------------------------------- | --------------------------------------------------------------------------------- | ---------------------------------------------- | ------ |
| BW   | „Dorfgründungseiche“ (Stiel-Eiche) | Althüttendorf, auf dem Friedhof (52° 57′ 43,6″ N, 13° 48′ 18,3″ O)               | - Alter: 250–300 Jahre - Höhe: 25,00 m - Umfang: 5,53 m - Kronendurchmesser: 25 m | landeskundliche Bedeutung, Eigenart, Schönheit | 012-01 |
| BW   | Stiel-Eiche                        | Althüttendorf, auf dem Friedhof (52° 57′ 43,1″ N, 13° 48′ 19,5″ O)               | - Höhe: 20,00 m - Umfang: 2,23 m - Kronendurchmesser: 22 m                        | Eigenart, Schönheit                            | 012-02 |
| BW   | Gemeine Esche                      | Althüttendorf, im westlichen Teil des Friedhofs (52° 57′ 43,3″ N, 13° 48′ 17″ O) | - Alter: 60–90 Jahre - Höhe: 15,00 m - Umfang: 2,66 m - Kronendurchmesser: 19 m   | Eigenart, Seltenheit, Schönheit                | 012-03 |
| BW   | Gemeine Esche                      | Althüttendorf, Dorfstraße 29 (52° 57′ 40,2″ N, 13° 48′ 19,5″ O)                  | - Umfang: 3,94 m - Kronendurchmesser: 20 m                                        | Eigenart, Schönheit                            | 012-05 |

## Findlinge
| Bild                           | Bezeichnung | Lage | Beschreibung | Schutzzweck | Nummer |
| ------------------------------ | ----------- | --- | ------------ | ----------- | ------ |
| Weitere Bilder Fotos hochladen | Findling    | Althüttendorf, östlich der A11, ca. 100 m südlich der Brücke der B198 über die A11 (52° 57′ 6,2″ N, 13° 48′ 23″ O)         | Gneisgranit  |             | 012-04 |
| Weitere Bilder Fotos hochladen | Findling    | Althüttendorf, westlich der A11, südlich der AS Joachimsthal (52° 57′ 7,2″ N, 13° 48′ 19,7″ O)                             | Granit       |             | 012-06 |
| BW                             | Findling    | Neugrimnitz, am nördlichen Ortsausgang direkt östlich der Straße, bei einer großen Linde (52° 58′ 44,7″ N, 13° 50′ 7,9″ O) | Granit       |             | 168-01 |
| BW                             | Findling    | Neugrimnitz, in der Dorfmitte, gegenüber dem Teich (52° 58′ 32,8″ N, 13° 49′ 49,9″ O)                                      | Granit       |             | 168-02 |